# Temple de Golgul
Golgulsa (Coréen, hangeul : 골굴사, hanja : 骨窟寺) ou temple Golgul est un temple bouddhique de l'école seon de la branche du bouddhisme mahayana, situé à Gyeongju (경주시/慶州市) en Corée du Sud, principalement connu pour ses moines-guerriers pratiquant le sonmudo (coréen : 선무도/禅武道, littéralement : [la] voie [de la] guerre [du] seon), un art martial bouddhique coréen.

## Galerie

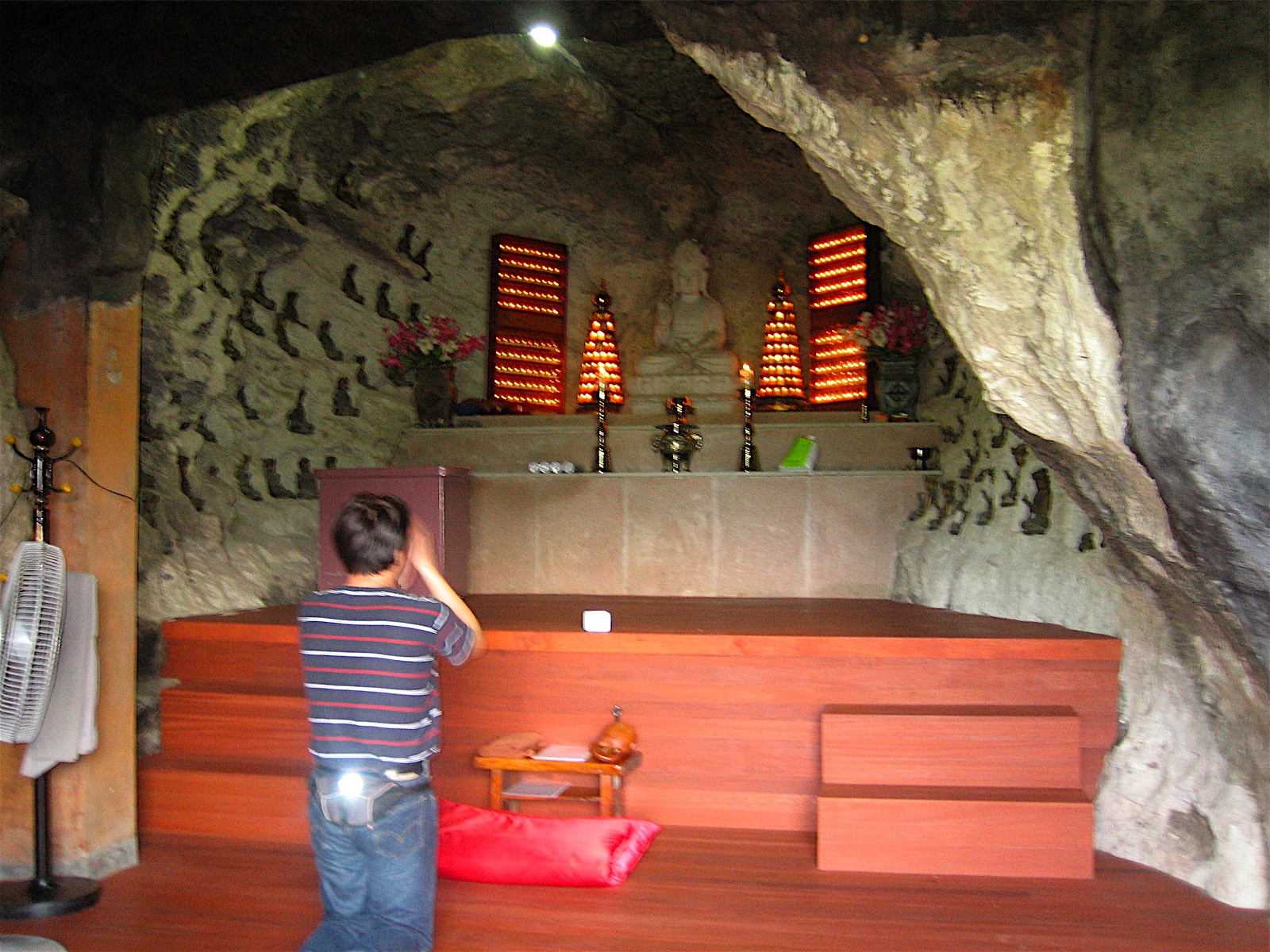
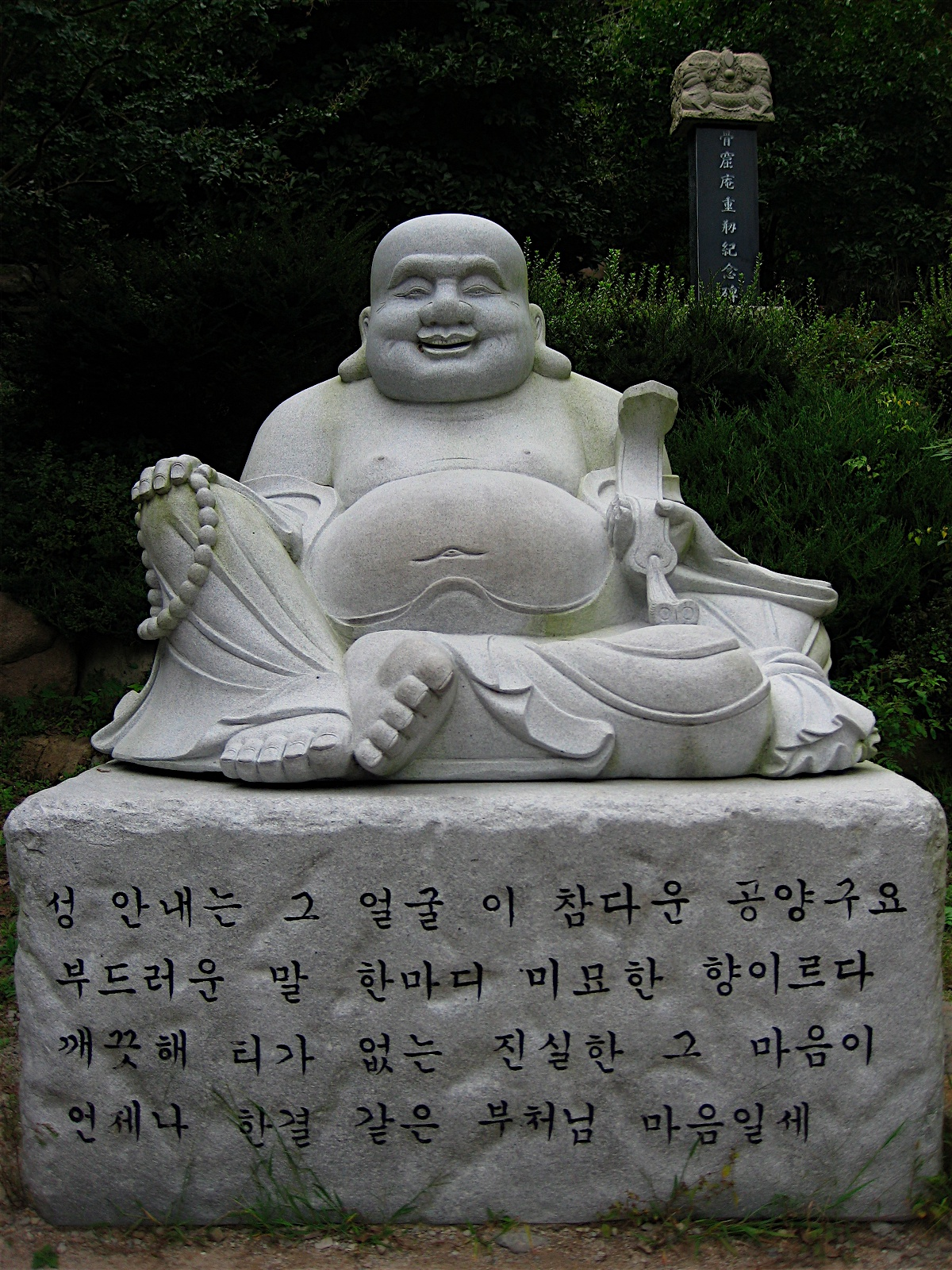
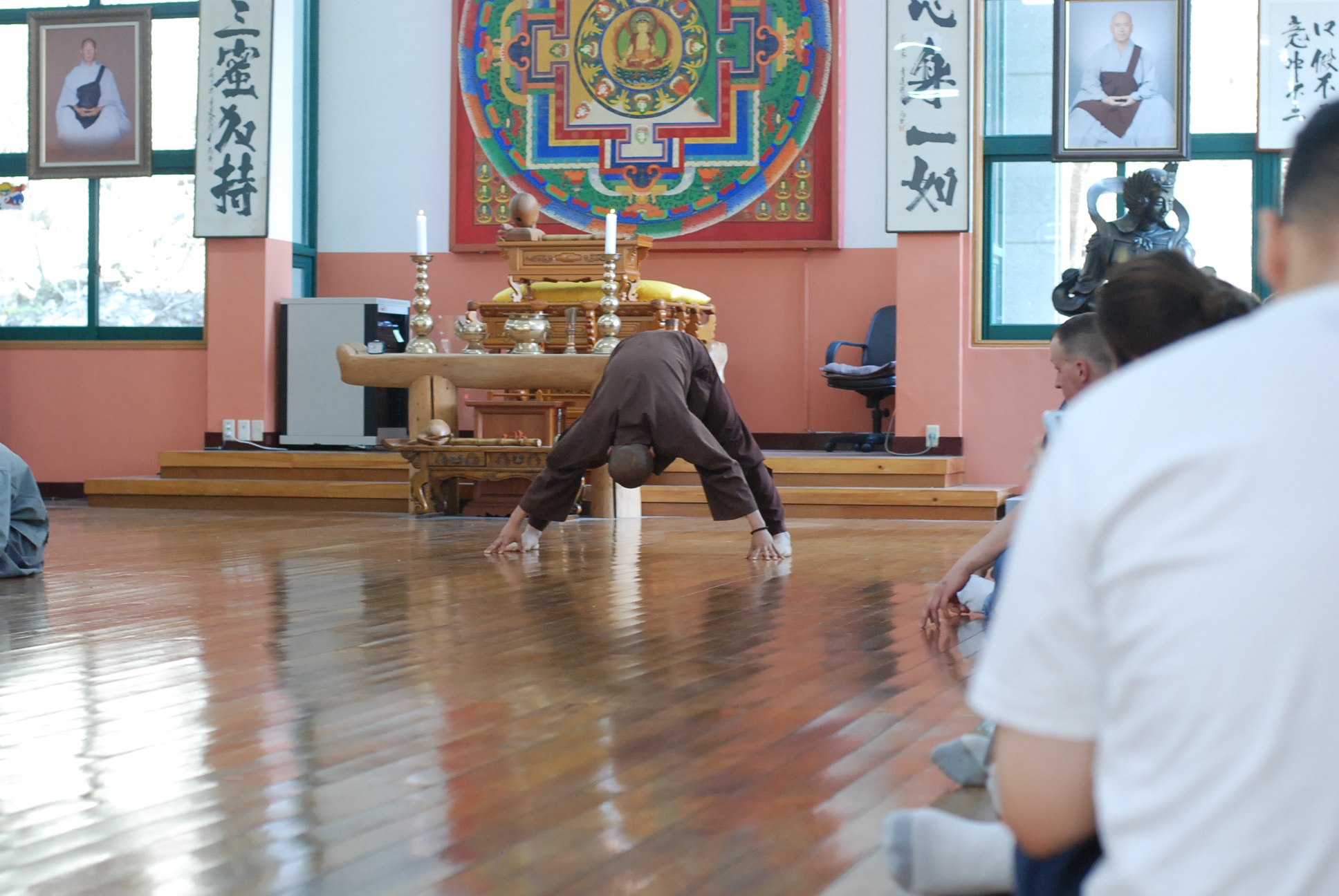

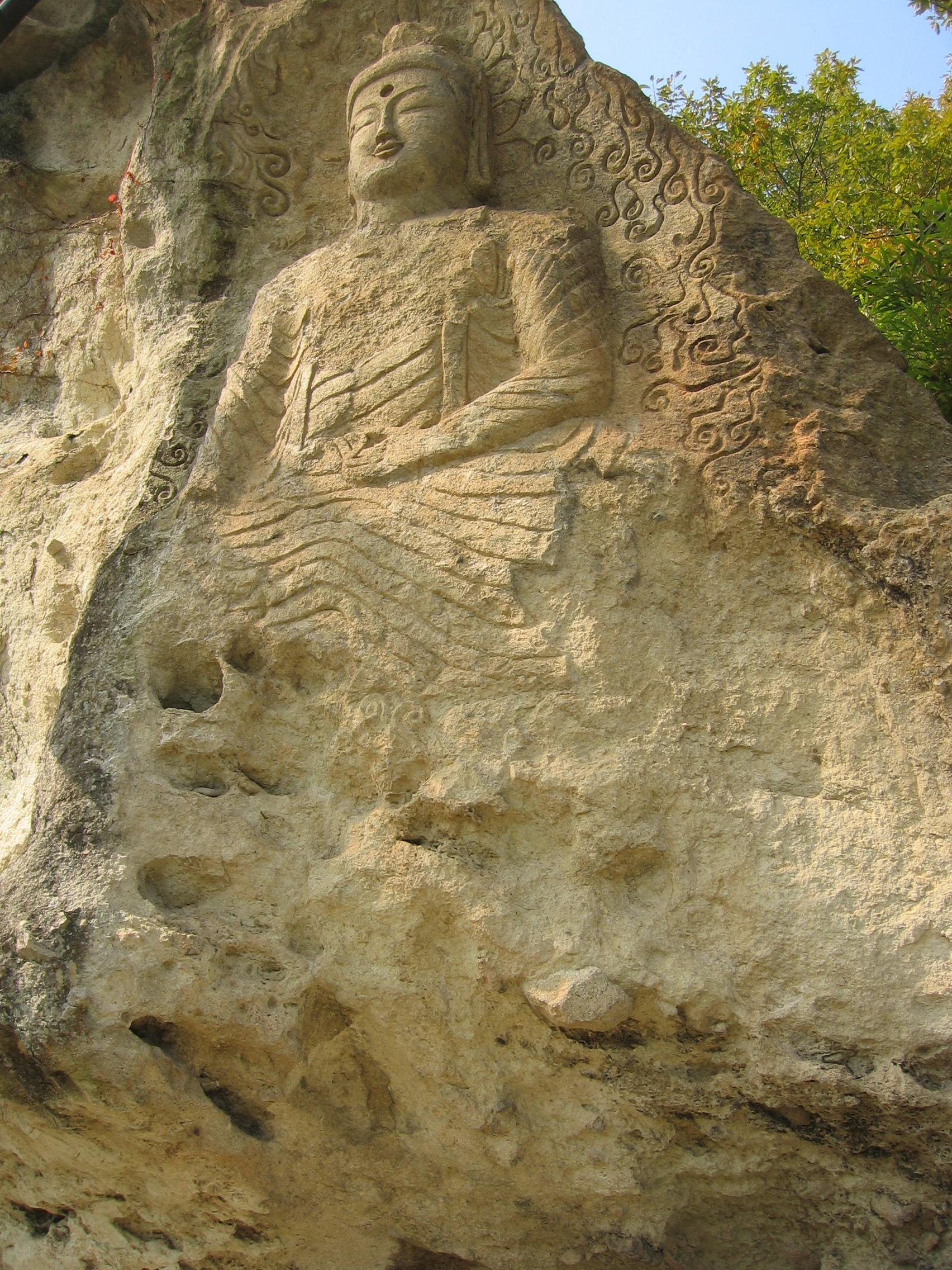
bouddha géant sculpté sur la falaise.
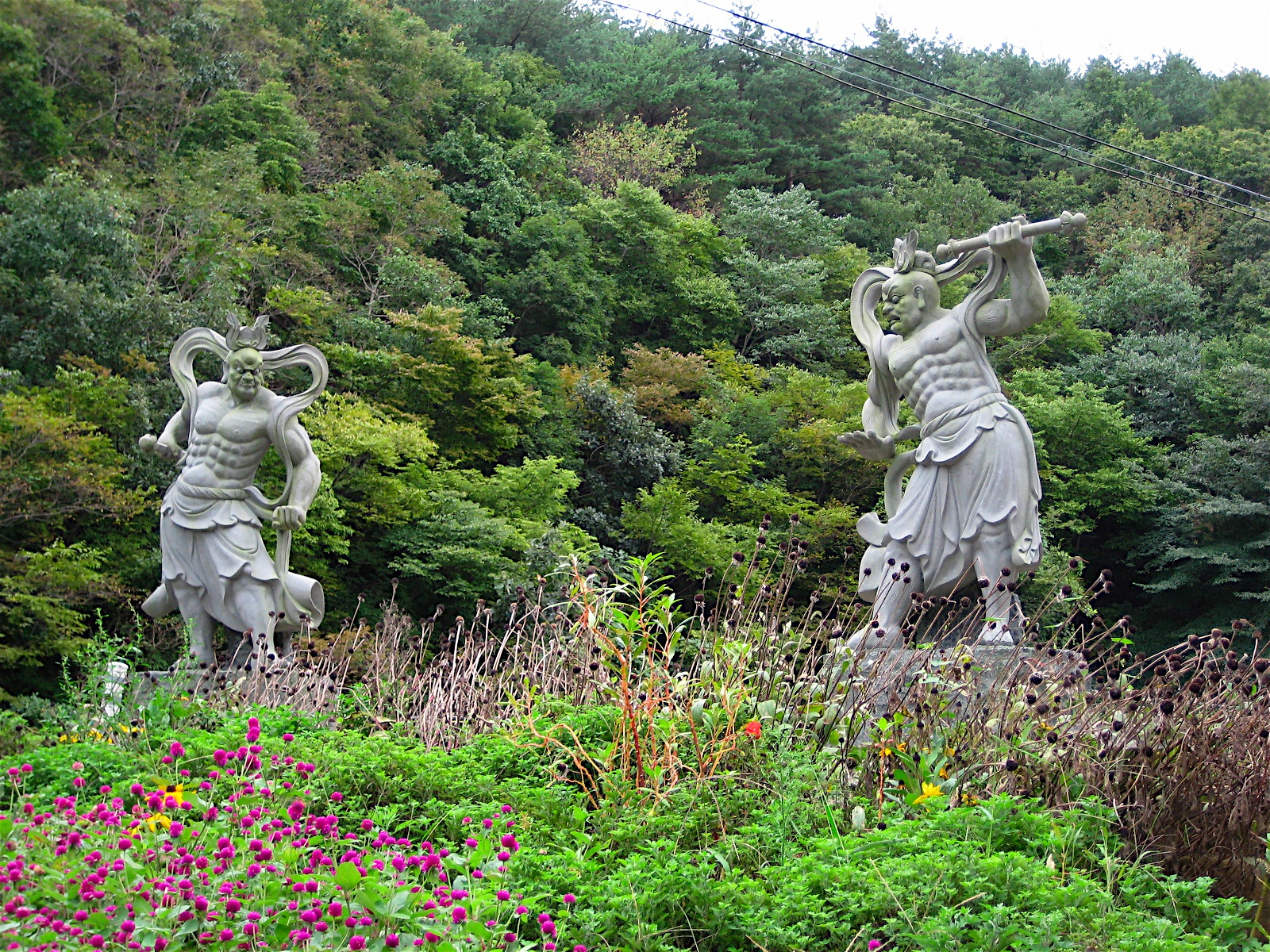
sculptures du roi deva